# لیموژ
لیموژ (به فرانسوی: Limoges، به زبان اُکسیتان: Limòtges) شهری در فرانسه است.
لیموژ در شهرستان اوت-وین در ناحیه لیموزین قرار گرفته‌است. جمعیت شهر لیموژ ۱۳۷٬۵۰۲ نفر و شهر و حومه آن ۲۴۷٬۹۴۴ نفر است.
لیموژ در جهان بخاطر لعاب‌کاری‌های قرون وسطایی بر روی مس و همچنین چینی‌های سده ۱۹ ساخت این شهر و بشکه‌های چوب بلوطش که برای تولید کنیاک استفاده می‌شود شهرت دارد.